# Apraxi
Apraxi är en rörelsesjukdom där förlusten av viljemässiga och kommenderade rörelser inte beror på svaghet, oförmåga till rörelse, onormala eller förtvinade muskler, tremor, intellektuell nedsättning eller kommunikationsproblem. Apraxi har sin orsak i hjärnan. Psykogena sådana tillstånd är till exempel psykomotorisk hämning.
Med apraxi menas oförmåga att utföra vissa saker (som till exempel att äta, klä på sig eller att borsta tänderna), när både viljan att utföra dessa saker och den fysiska förmågan finns. Apraxi orsakas vanligen av skador på hjärnan som påverkar den motoriska planeringen av rörelser. Det förekommer vid demenssjukdomar, postencefalitiskt syndrom, dissociativ motorisk störning, Retts syndrom, samt i form av oral och verbal apraxi (till exempel artikulationsapraxi).
Apraxi delas ofta in i tre huvudtyper, ideomotorisk apraxi, dynamisk apraxi och konstruktionell apraxi (även kallat perietal apraxi).  Ideomotorisk apraxi innebär att personen inte kan utföra vissa handlingar på uppmaning, utan bara spontant. Ideatorisk apraxi innebär att personen inte kan planera sina rörelser, glömmer hur till exempel en telefonlur används eller vilken sida av en tändsticka som ska dras mot plånet.
Apraxi och afasi förekommer ofta tillsammans. Apraxi som påverkar talet är talapraxi, vilket bara påverkar artikulationsrörelser, och oral apraxi, som även påverkar andra rörelser som utförs i munnen, till exempel tuggning och matberedning.

## Ideomotorisk apraxi
Ideomotorisk apraxi innebär att personen är oförmögen att härma rörelser eller göra vissa rörelser, till exempel vinka hej då. Personer som har posteriora parietala lesioner uttrycker ofta ideomotorisk apraxi. För att undersöka om någon har ideomotorisk apraxi kan man göra tester såsom "Serial arm-movement copying test". Testet går ut på att man ber personen kopiera ett antal olika armrörelser. Personer som har vänstersidiga parietallobslesioner klarar inte av att utföra testet medan personer som har högersidiga parietallobslesioner klarar att utföra testet på ett korrekt sätt. Andra tester som personer med ideomotorisk apraxi inte klarar av är att på kommando raka sig, tända en tändsticka eller låtsas vrida om en nyckel. Ett vanligt fel som personen gör är att använda handen som verktyg, ex. vid kamning så använder han/hon sina fingrar som kammens tänder eller gnuggar fingrarna mot tänderna vid försök att borsta tänderna.
Vid ideomotorisk apraxi är det karakteristiskt att svara med en rörelse vid uppmaning, men att rörelsen i själva verket är en annan rörelse, dvs fel respons.

## Dynamisk apraxi
Dynamisk apraxi beror på frontala vänster skador, speciellt i den premotoriska barken. Dynamisk apraxi orsakar främst motoriska störningar i form av problem i styrningen av handrörelser, trots att känseln och muskelkraften är intakt.

## Konstruktiv apraxi
Vid konstruktiv apraxi är den spatiala organisationen störd. Personer som lider av konstruktiv apraxi kan exempelvis inte lägga ett pussel, bygga ett hus, måla en bild eller kopiera en serie med ansiktsrörelser. Konstruktiv apraxi förekommer efter skador på både högra och vänstra parietalloben.

## Andra sorters apraxi
Oral apraxi - Personen kan inte styra sina ansiktsmuskler på kommando. Till exempel kan personen slicka sig om läppen vid verkligt behov men inte om en undersökningsledare ber denna att göra det under testet.
Verbal apraxi - Kan infinna sig hos både vuxna och barn. Det förekommer hos vuxna som tidigare inte haft några problem med talet men som helt plötsligt inte kan säga saker på kommando. Hos barn förekommer det från födseln men har en god prognos.

## Samsjuklighet
Olika former av apraxi förekommer vid skador, demenssjukdomar, postencefalitiskt syndrom, dissociativ motorisk störning, Retts syndrom.
Det finns svårigheter i att diagnostisera apraxi vid samsjuklighet med demens och afasi. Det är svårt att skilja vad som är vad, är det demensen som gör att personen inte förstår instruktioner eller är det apraxin som gör att personer inte kan göra som den blir tillsagd. Vid afasi är det svårt att skilja symptomen från exempelvis verbal eller oral apraxi.

## Behandling
Apraxi behandlas ofta med hjälp av terapi. Det finns dock inga studier som stödjer detta till fullo.
Barn som har apraxi (verbal) behandlas ofta med hjälp av logoped, talpedagog eller talterapeut och har ofta en god prognos.